# 인천가정법원

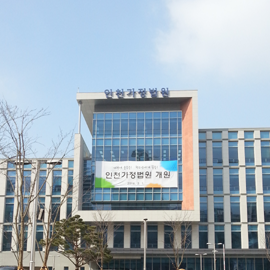
청사 정면

인천가정법원(仁川家庭法院)은 인천광역시의 가사에 관한 사건과 소년에 관한 사건 을 전문적으로 처리하기 위해 설치된 가정법원이다. 소년사건은 부천시와 김포시까지 관할한다. 미추홀구 주안동 옛 법원 터에 청사를 신축하여 2016년 3월 가사·소년·가족관계등록 업무를 이전 받아 개원하였다.
개원·이전 하면서 법원장 포함 부장판사가 3명으로 늘어 판사 10명이 업무를 맡는다. 기존 가사 조사관 수도 7명에서 9명으로 늘었다.
가사·소년·가족관계등록 업무를 하며, 업무시간은 월요일~금요일 09시부터 18시까지이다.
- 가사소송: 재판상이혼, 혼인무효, 친생자관계존부확인 등
- 가족관계등록: 후견등기사항증명서 발급, 가족관계등록신고서류 열람, 개명, 가족관계창설·정정,
- 협의이혼

## 연혁
- 2016년 3월 1일 인천가정법원 개원. 초대 법원장 안영길 판사[A]. (인천 남구 경원대로 881)[3]

## 역대 법원장
| 순번 | 이름   | 재임기간                   | 주요 경력 |
| ---- | ------ | -------------------------- | --------- |
| 1대  | 안영길 | 2016년 3월 1일~2018년 2월  |           |
| 2대  | 최복규 | 2018년 2월 27일~2020년 2월 |           |
| 3대  | 정인숙 | 2020년 2월~2022년 2월      |           |
| 4대  | 최종두 | 2022년 2월~2024년 2월 4일  |           |
| 5대  | 이우철 | 2024년 2월 5일~            |           |

## 조직
(;) 괄호 안은 재판부의 수이다.
- 인천가정법원
  - 재판부
    - 항소부 (2)
    - 합의부 (2)
    - 가사소송단독 (4)
    - 가사신청단독 (2)
    - 가사비송단독 (2)
    - 소년단독 (2)
    - 가정보호단독 (2)
    - 가족관계등록비송단독 (1)

  - 사무국
    - 총무과
    - 가사과

## 관할
가사·소년·가족관계등록 업무는 인천광역시 전체를 관할한다. 소년 업무는 인천광역시 전체와 김포시, 부천시를 관할한다.
인천시 강화군에는 군법원이, 김포시에는 시법원이, 부천시에는 지원이 각각 설치되어 있다.
- 가사·가족관계등록
  - 인천광역시
- 소년
  - 인천광역시
  - 김포시
  - 부천시

## 사진

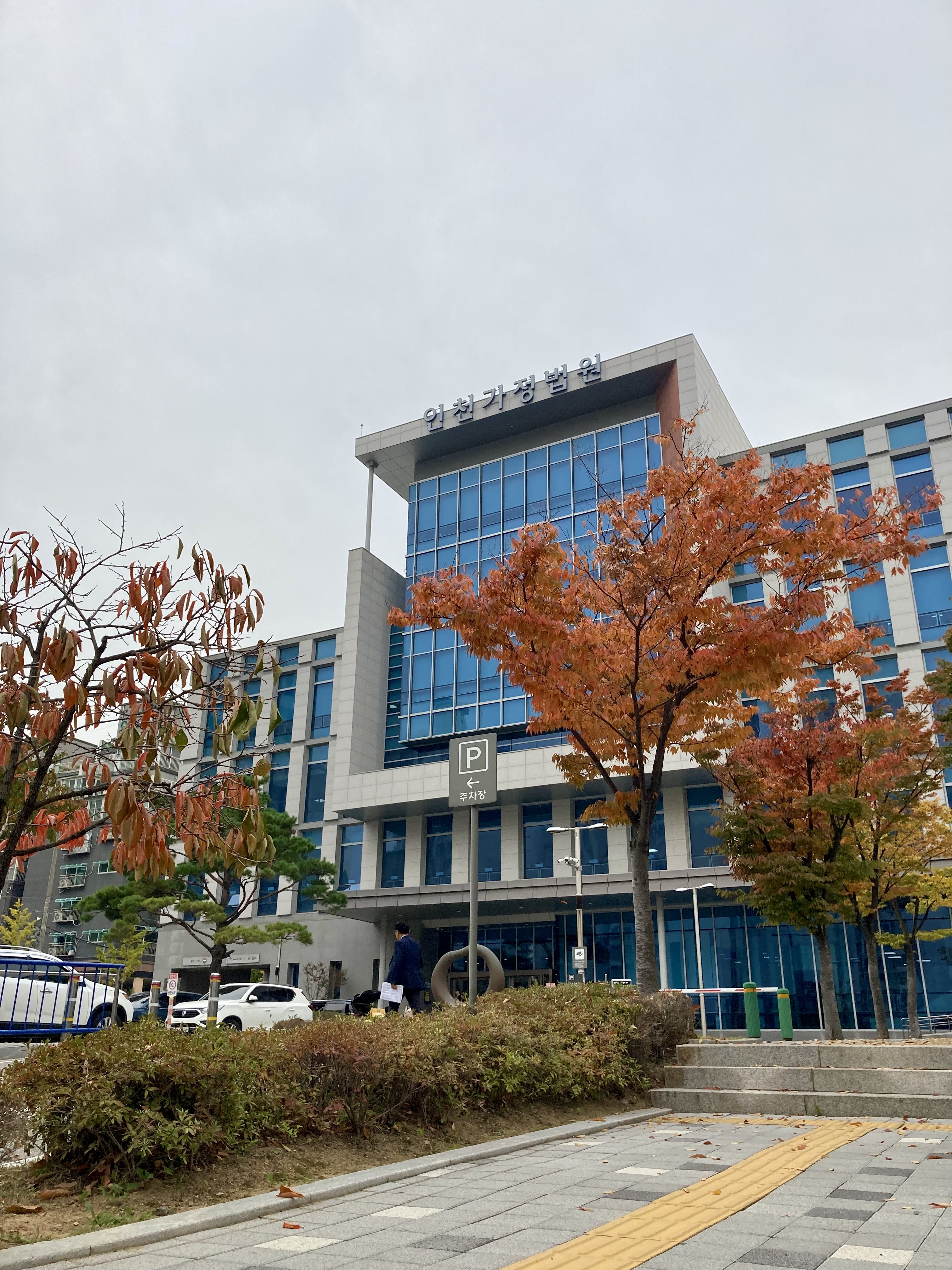
인천가정법원 2024년 가을
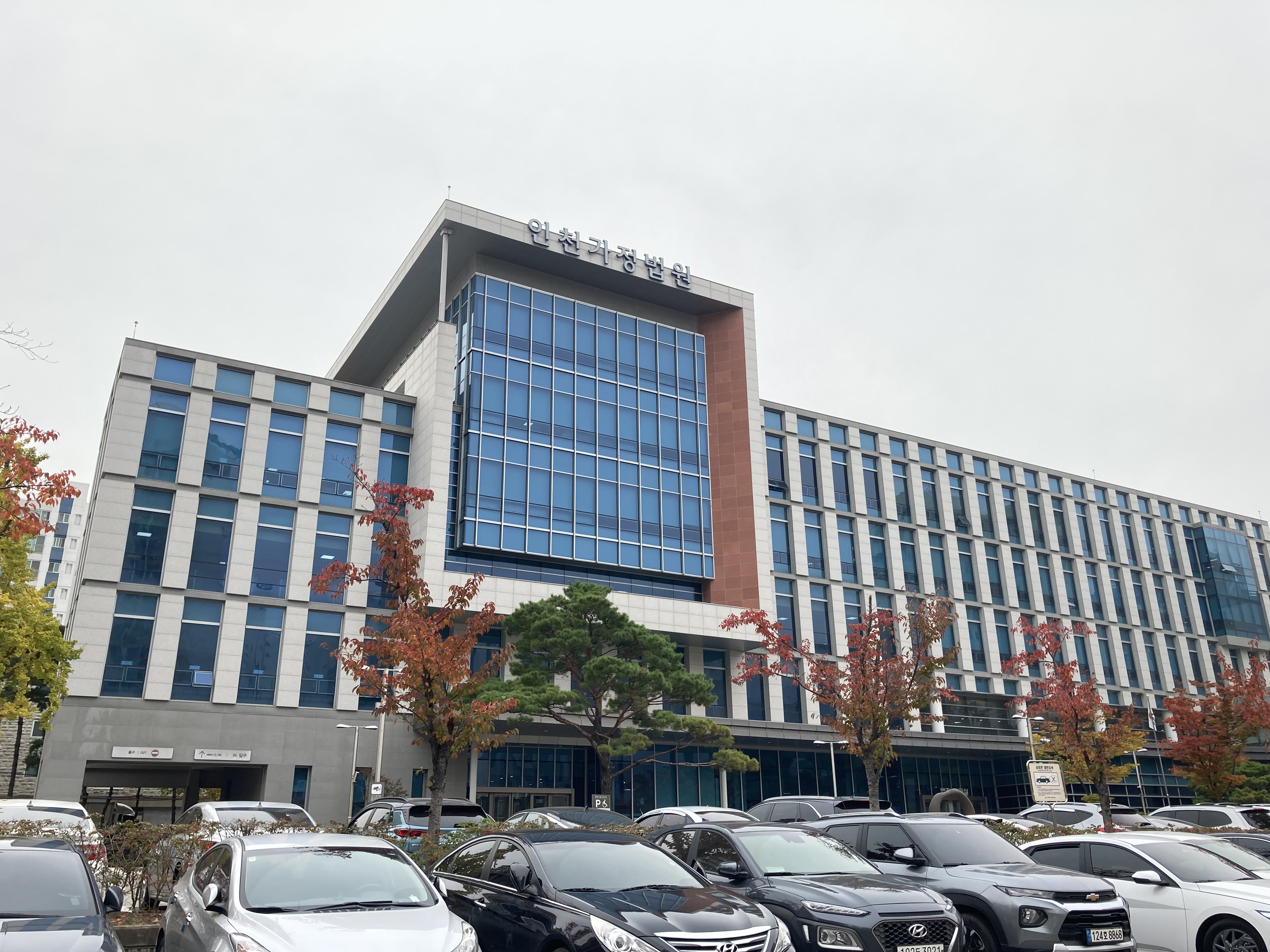
2024년 전경
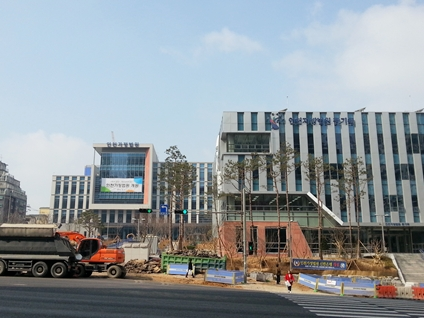
인천가정법원(좌) 인천지방법원 등기국(우)
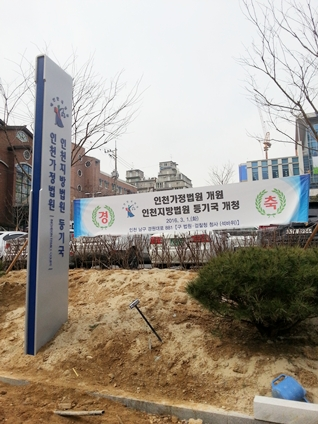
표지
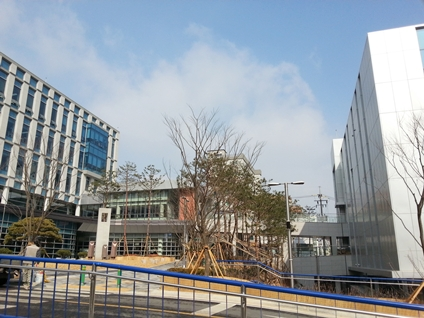
인천지방법원 등기국과의 연결통로

## 같이 보기
- 인천지방법원
- 대한민국 가정법원
- 대법원